# Biała Góra (Rąbino)
Biała Góra [ˈbjawa ˈɡura] (deutsch Ballenberg, Kr. Belgard) ist ein Dorf in Polen, das zur Landgemeinde Rąbino (Groß Rambin) im Powiat Świdwiński in der Woiwodschaft Westpommern gehört. Etwa 14 Kilometer südlich von Białogard (Belgard) liegt es an der Chaussee von Tychówko (Woldisch Tychow) nach Rąbino, nördlich des 140 Meter hohen Berges namens Dębogórze (Domgohren Berg).

## Geschichte
Biała Góra war bis 1945 ein pommersches Dorf im Kreis Belgard. Urkunden aus dem Jahr 1523 kennen noch den alten Namen Boldenberg.
Ehemals Lehen der Familie Zozenow gelangt Ballenberg am 1. März 1694 in den Besitz von Marx und Zabel von Wolde. 1713 wurde es an Kapsar von Sydow verkauft. Nach weiteren zahlreich wechselnden Besitzern wurde Ballenberg in den Jahren 1935 und 1935 aufgesiedelt.
Im Jahre 1867 zählt das Dorf 156 Einwohner, 1939 waren es 280. Zuletzt bewirtschafteten 37 bäuerliche Betriebe die Ballenberger Feldmark.
Im März 1945 wurde Ballenberg von Truppen der Roten Armee besetzt. Infolge des Krieges kam der Ort zu Polen. Die ansässige Bevölkerung hatte bis 1946 das Dorf zu verlassen.
Heute gehört Biała Góra zur Gmina Rąbino. Zwischen der Mogilica (Muglitz) im Westen und der Bukowa (Buckow) im Osten sind es nur wenige Kilometer zur Bahnstation Rąbino an der Strecke Stargard (Pommern) – Köslin – Danzig der Polnischen Eisenbahn (PKP) und auch nach Tychówko zur Woiwodschaftsstraße Nr. 163, die Kołobrzeg und Wałcz (Deutsch Krone) verbindet.

## Kirche
Ballenberg hatte keine eigene Kirche. Es gehörte bis 1945 zum Kirchspiel Woldisch Tychow im Kirchenkreis Belgard in der Kirchenprovinz Pommern der Evangelischen Kirche der Altpreußischen Union. Das Kirchenpatronat teilten sich die Gutsbesitzer der Kirchspielorte. Ballenberg war zuletzt durch den Gutsbesitzer Hermann Schmieden vertreten. Im Jahr 1940 gehörten zum Kirchspiel insgesamt 1600 Gemeindeglieder. Letzter deutscher Pfarrer war Alfred Bidder.
Heute gehört Biała Góra zur Parafia (Parochie) Koszalin (Köslin) in der Diözese Pommern-Großpolen der Kościół Ewangelicko-Augsburski (Luterański) w Polsce (Evangelisch-Augsburgische Kirche in Polen).

## Schule
Die Dorfschule bestand bis 1945. Ihre letzten Leiter waren die Lehrer Otto Held und Walter Fulde. Im Schloss des Gutes gab es zudem einen Kindergarten.

## Sehenswürdigkeiten
Sehenswert ist die alte Gutshaus-Parkanlage aus dem 19. Jahrhundert.